# Gare de Nice-Saint-Augustin
La gare de Nice-Saint-Augustin est une gare ferroviaire française de la ligne de Marseille-Saint-Charles à Vintimille (frontière), située sur le territoire de la commune de Nice, dans le département des Alpes-Maritimes en région Provence-Alpes-Côte d'Azur. Proche de l'aéroport de Nice (10 minutes à pied), elle est à 5 minutes de la gare de Nice-Ville en Transport express régional.
C'est une gare de la Société nationale des chemins de fer français (SNCF), desservie par des trains TER Provence-Alpes-Côte d'Azur.

## Situation ferroviaire
Établie à 11 mètres d'altitude, la gare de Nice-Saint-Augustin est située au point kilométrique (PK) 218,746 de la ligne de Marseille-Saint-Charles à Vintimille (frontière), entre les gares de Saint-Laurent-du-Var et de Nice-Ville.

## Histoire
La prolongement de la ligne de Marseille-Saint-Charles à Vintimille (frontière) jusqu'à Nice-Ville est autorisé par décret impérial le 22 août 1860, après le rattachement du comté de Nice à la France ; la ligne devait à l'origine s'arrêter à l'ancienne frontière italienne que constituait le Var. La section de Cagnes-sur-Mer à Nice-Ville est ouverte le 18 octobre 1864, comprenant la gare de Nice-Saint-Augustin.

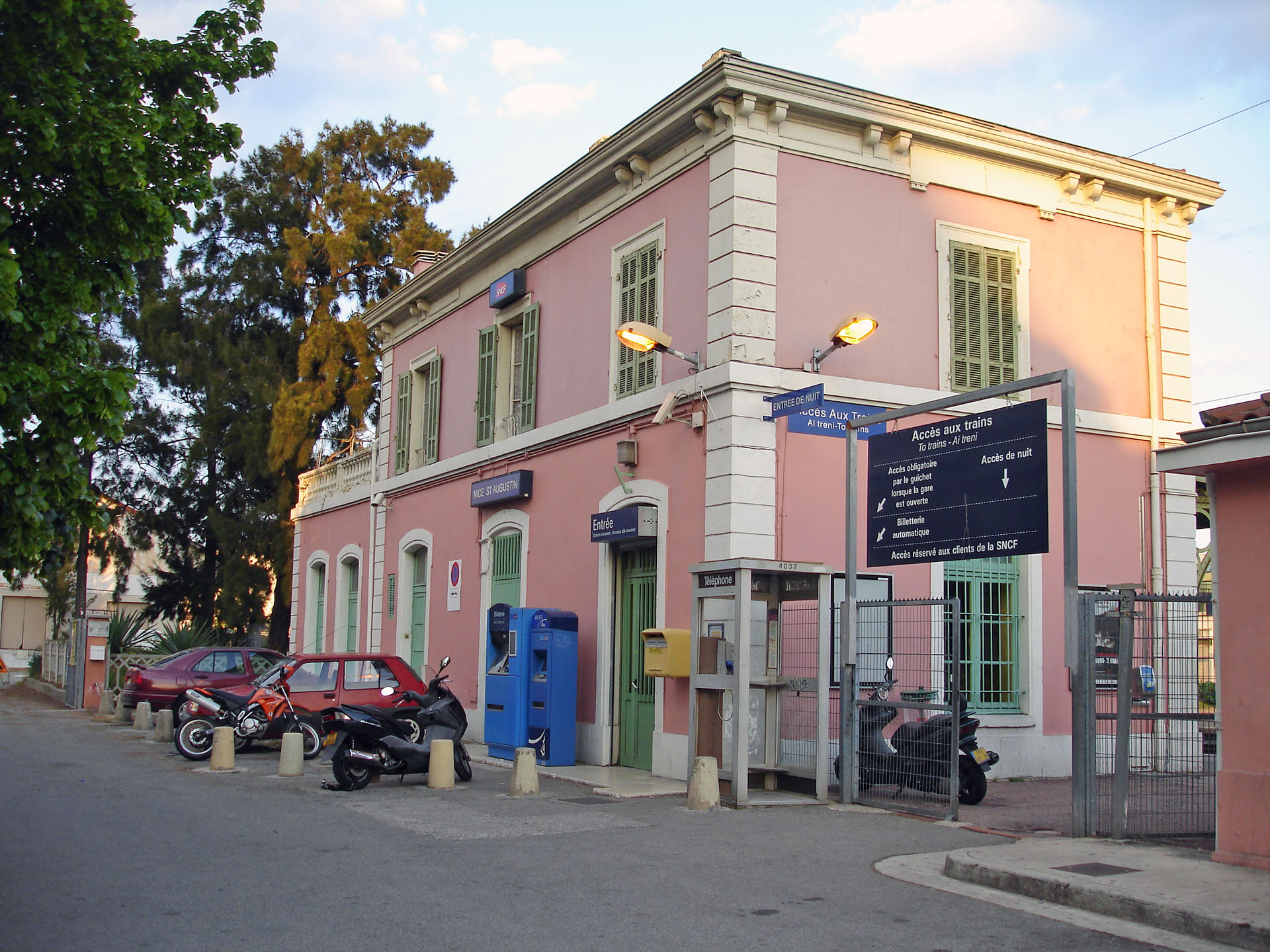
L'ancien bâtiment voyageurs

La gare de Nice-Saint-Augustin figure dans la nomenclature 1911 des gares, stations et haltes, de la Compagnie des chemins de fer de Paris à Lyon et à la Méditerranée, c'est une gare nommée Le Var. Elle porte le no 28 de la section de Paris à Marseille et à Vintimille. On  peut y expédier et recevoir des « dépêches privées ». Elle dispose du service complet de la grande vitesse (GV), « à l'exclusion des voitures, chevaux et bestiaux », il n'y a pas de service de la petite vitesse (PV).
La gare est déplacée de 400 mètres à l'ouest le 1er septembre 2022, pour permettre une correspondance avec les lignes 2 et 3 du tramway de Nice, offrant ainsi une liaison directe vers l'aéroport de Nice-Côte d'Azur, ainsi qu'avec les lignes de bus. Le nouveau bâtiment voyageurs de 125 m² est construit en bois, avec une pergola, et est entièrement démontable. Le coût total de la gare ferroviaire est de 19 millions d'euros.

## Fréquentation
De 2015 à 2023, selon les estimations de la SNCF, la fréquentation annuelle de la gare s'élève aux nombres indiqués dans le tableau ci-dessous.
| Année                     | 2015      | 2016      | 2017      | 2018      | 2019      | 2020      | 2021      | 2022      | 2023      |
| ------------------------- | --------- | --------- | --------- | --------- | --------- | --------- | --------- | --------- | --------- |
| Voyageurs                 | 1 076 577 | 1 142 175 | 1 482 063 | 1 397 161 | 1 668 234 | 805 886   | 1 078 899 | 1 704 378 | 2 102 122 |
| Voyageurs + non voyageurs | 1 345 721 | 1 427 719 | 1 852 579 | 1 746 451 | 2 085 292 | 1 007 357 | 1 348 624 | 2 130 473 | 2 627 653 |

## Service des voyageurs

### Accueil
Gare SNCF, elle dispose d’un bâtiment voyageurs, avec guichet, ouvert tous les jours. Elle est équipée d’automates pour l’achat de titres de transport.

### Desserte
Nice-Saint-Augustin est desservie par des trains TER PACA qui effectuent des liaisons entre les gares des Arcs - Draguignan et de Nice-Ville, ainsi que des liaisons entre les gares de Grasse et de Vintimille. Depuis décembre 2021, les TER effectuant les liaisons directes Nice-Ville à Marseille-Saint-Charles et vice-versa desservent la gare de Nice-Saint-Augustin pour un arrêt de deux minutes, afin d'améliorer l'accessibilité de l'aéroport.

### Intermodalité
La gare est desservie par le réseau des Lignes d’Azur (arrêt « Grand Arénas »):
- lignes de tramway 2,3 et B: dont la liaison entre les deux terminaux de l'Aéroport Nice-Côte d'Azur et l'arrêt Grand Arénas est gratuit[11].
- lignes de bus 20, 21, 54, 90, 91, 92

## Projet de pôle multimodal
La nouvelle gare inaugurée en 2022 est temporaire ; elle a été conçue comme démontable. En effet, en 2028, le pôle multimodal sera complété par la création de la nouvelle gare de Nice - Aéroport, pouvant accueillir des trafics beaucoup plus importants, notamment des TGV.
Le 8 janvier 2024, la nouvelle gare routière a ouvert en face de la gare ferroviaire ; elle accueille une dizaine de lignes de bus.